# ハイネケングループ
ハイネケン・ホールディング（オランダ語: Heineken Holding N.V.）は、オランダのハイネケンとアムステルを主軸とする持株会社。

## 概要
ヨーロッパ及びアジアを中心に強力な支店網を持ち、アンハイザー・ブッシュ・インベブに次ぐ世界有数のビール製造メーカー。グループではビール総生産量、総輸出量は1位。総売り上げは世界2位である。国内ではワインやカクテルなどを取り扱うマキシアム・ワールドワイドが最大のライバルである。
ロシア国内にも展開し、グループ内の売り上げの1割強を占めていたが、2022年2月に発生したロシアによるウクライナ侵攻を受け、同年3月28日、ロシア国内の事業を売却する方針を発表した。

## その他の事業
- ハイネケン・エクスピリエンス 博物館
- ハイネケン・ミュージックホール ライブホール

## 海外支社

### アジア・オセアニア
- ハイネケン・ジャパン(日本)
- ハイネケン・コリア(韓国)
- ハイネケン・上海・パシフィック(中国)
- ハイネケン・香港(中国)
- ハイネケン・シンガポール(シンガポール)
- ハイネケン・マレーシア(マレーシア)
- ハイネケン・ベトナム(ベトナム)
- ハイネケン・タイ(タイ)
- ハイネケン・メルボルン(オーストラリア)
- ハイネケン・インドネシア(インドネシア)
  - マルチ・ビンタン

### 北中米
- ハイネケン・ニューヨーク(米国)
- ハイネケン・サンフランシスコ(米国)
- ハイネケン・メキシコ(メキシコ)
- ハイネケン・バハマ(バハマ)
- ハイネケン・ブラジル(ブラジル)
- ハイネケン・アルゼンチン(アルゼンチン)
- ハイネケン・スリナム(スリナム)

### ヨーロッパ
- ハイネケン・オーストリア(オーストリア)
- ハイネケン・ブリュッセル(ベルギー)
- ハイネケン・ジャーマニー(ドイツ)
- ハイネケン・ロンドン(イギリス)
- ハイネケン・モスクワ(ロシア)
- ハイネケン・イタリイ(イタリア)

### アフリカ
- ハイネケン・エジプト(エジプト)
- ハイネケン・ナイジェリア(ナイジェリア)
- ハイネケン・ケープタウン(南アフリカ)
- ハイネケン・モロッコ(モロッコ)

## 主要ブランド
参考項目
- アムステル (Amstel)
- ブランズ (Brand)
- デ・リダー (De Ridder)
- エルブルワリー (Elbrewery)
- クルスカンポ (Cruzcampo)
- スタロボーノ (Starobrno)
- モレッティ (Moretti)
- アルケン・マース (Maes)
- マーフィーズ (Murphys)
- ニューキャッスル・ブラウンエール (New Castle Brown)
- ジョン・スミス・ブルワリー (John Smiths)
- フェルフォース (Pelforth)
- フォスターズ (Fosters)
- タイガー (Tiger)

## 業務提携
- アホールド・デレーズ - 独占契約を結んでいる。
- キリンホールディングス - ハイネケン社を通じて、オランダ国内及びヨーロッパ全土に販売している。2017年2月13日付をもって、ハイネケンはキリンのブラジル事業買収を発表した[2]。

## 事件
経営者のフレディ・ハイネケンは、1983年に誘拐されており、『ハイネケン誘拐の代償』として映画化されている。